# Pailhès (Ariège)
Pailhès – miejscowość i gmina we Francji, w regionie Oksytania, w departamencie Ariège.
Według danych na rok 1990 gminę zamieszkiwało 281 osób, a gęstość zaludnienia wynosiła 13 osób/km² (wśród 3020 gmin regionu Midi-Pyrénées Pailhès plasuje się na 785. miejscu pod względem liczby ludności, natomiast pod względem powierzchni na miejscu 511.).